# Никола Каваја
Никола Каваја (Пећ, 3. октобар 1932 — Београд, 10. новембар 2008) је био српски национи активиста и антикомуниста. Познат је по отмици авиона Америкен ерлајнса 293.

## Младост
Никола Каваја је рођен у Пећи од оца Митра, жандарма, и мајке Миље, рођене Чађеновић. Каваје потичу из Добрског Села код Цетиња. Првенствено су се презивали Радишићи, али су због крвне освете променили у Каваја. Наиме, један од браће Радишића је убио турског бега (у Добрском селу), па је морао побећи како би спасао живот. Игром случаја доспео је у Албанију, тачније, у место Каваја. Када се ситуација смирила, вратио се у Добрско Село, где су га прозвали Каваја, и од ког је настало ново братство, братство Каваја. Тако да и дан данас у Добрском Селу, постоје два братства, братство Каваја и Радишића, која су у крвном сродству. Деда му је био перјаник краља Николе.
Отац Николе Каваје је као жандарм учествовао у бројним потерама за качацима. Никола је као дете живео у Пећи, Метохија, Србија. У априлу 1941. године Немци су напали и окупирали Краљевину Југославију, а његова породица била је раздвојена и послата у различите затворске логоре у Албанији. Никола је одведен у логор Ћаф Пруше, касније у Куску, да би по капитулацији Италије 1943. године био ослобођен и пребачен у Недићеву Србију. После рата, Каваја је са породицом колонизован у Црвенку, Војводина. У Сомбору је завршио три разреда гимназије. Био је питомац ваздухопловне школе у Панчеву, коју је успешно завршио и произведен у ваздухопловног потпоручника.

## Војна и обавештајна каријера
Каваја је упућен на војну службу у Сомбор. После сазнања да су му рођена браћа ухапшена и послата у логор на Голом Отоку, придружио се тајној антикомунистичкој групи, која је била организована у касарни ЈНА у Сомбору. Један од првих илегалних задатака Каваје, који је успешно извршио, био је да на спољнем зиду зграде Другог батаљона у војној бази напише паролу Смрт Јосипу Брозу и Комунистичкој партији Југославије. После ове акције у касарни је дигнута узбуна с циљем да се открију починиоци овог дела против државе. Каваја, није био откривен. Јуна 1953. године, био је део групе одговорне за акције, саботирао је складиште горива на аеродрому у Сомбору, након чега је успео да избегне хапшење. Када је командант ове тајне групе ухапшен, Каваја је дезертирао из авијације.
Југословенске власти су га ухапсиле при покушају да пребегне преко границе у Аустрију. Војни суд Пете армијске области у Љубљани га је осудио на осамнаест и по година затвора. После одслужене четири године од 18 и по година казне, Каваја је приликом пребацивања из Марибора на Голи оток побегао и нашао се у Аустрији. Аустријске власти су га ухапсиле и пребациле у америчку војну базу. Каваја је почео да извршава задатке у служби ЦИА против Југославије, укључујући саботаже, шпијунирање, откривање двојних агената и атентате.
По налогу ЦИА био је пратилац краља Петра II Карађорђевића приликом сваког његовог боравка у Америци, и то пуних седам година, од 1964. године до краљеве смрти 1970. Каваја се сагласио на један од највећих задатака које је имала ЦИА био да изврши атентат на Јосипа Броза, председника Југославије. Броз је путовао у Бразил, Каваја га је пратио, али шансе да убије председника су осујећене пошто је Броз остао у резиденцији током целог боравка. Каваја је пратио Броза у Чиле, Мексико и у Сједињене Државе . После доласка у Америку, Каваја је са својим друговима морао да буде на посебном опрезу зато што је био тражен од стране ФБИ, који није увек делио изворе и информације са ЦИА. Каваја је 1971. године присмотрио Кемп Дејвид, прерушен у полицајца државе Мериленд, по наредби да убије Броза, који је био у посети председнику Сједињених Држава Ричарду Никсону. Још једанпут био је осујећен пошто је Броз и овог пута остао у резиденцији током целог боравка.

## Српски ослободилачки покрет Отаџбина
Каваја је био значајна личност и један од оснивача групе Српски ослободилачки покрет отаџбина - СОПО. Никола Каваја је без одобрења организације поставио бомбу у дом југословенског конзула у Чикагу, што је био први напад на југословенске установе у САД и Канади. Ова организација је извршила бомбашке нападе на југословенске амбасаде у Вашингтону, САД и Отави у Канади, и конзулатима у Њујорку, Сан Франциску и Торонту.
Године 1978. Каваја и око стотинак припадника СОПО-а, укључујући Стојиљка Кајевића, били су ухапшени у Њујорку. Каваја је ослобођен по плаћању кауције у висини од 250.000 долара, и после посете својој породици у Њујорку, брзо је извео акцију отмице америчког путничког авиона боинг 727 (Лет 293 из Њујорка за Чикаго). Планирао је да захтева Кајевићево ослобађање, па да одлете за Београд, Југославију и да се обруше на седиште Централног комитета Савеза комуниста Југославије, које се налазило у небодеру под називом ЦеКа. Након што му је Кајевић путем телефона саопштио да неће поћи са њим, пустио је путнике на слободу, задржавши само пилота, копилота, а у посади авиона био је и још његов адвокат. Принудио је посаду да одлете из Чикага до аеродрома Џ. Ф. К. у Њујорку. Тамо је изнео свој велики план. Још увек се надавши да ће да одлете за Београд, на савет свог адвоката одлетели су за Ирску, која није имала екстрадициони споразум са Сједињеним Државама. Надавши се политичком азилу, Каваја се предао у Ирској која га је испоручила Сједињеним Државама.
Осуђен је у САД на казну затвора од 65 година затвора. Кавајине акције и изуми изучавају се на Војној Академији САД. Рангиран од стране САД као седми у свету терориста.
Каваја је био у затвору од 1979. до 1997. године и пуштен је на условни отпуст све до 2019. године. Прекршио је условни отпуст вративши се у Србију, да је поново посетио САД, био би ухапшен и враћен у затвор.
Током акције Сабља Никола Каваја је био на кратко ухапшен 1. априла 2003. године.
Умро је 2008. године у свом стану у Београду, а сахрањен на Цетињу по сопственој жељи.

## Занимљивост
Филмски стваралац Милан Кнежевић снимио је документарни филм о Каваји под називом Никола Каваја - ловац на Тита, који је приказан на филмском фестивалу у Единбургу.